# Seleção Escocesa de Rugby Union
A Seleção Escocesa de Rugby Union é a representante da Escócia no rugby union internacional. Participantes da Copa das Seis Nações desde sua criação, os escoceses são o terceiro maior vencedor desta competição atrás da Seleção Inglesa e da Seleção Galesa. Os escoceses também participam, a cada quatro anos, da Copa do Mundo de Rugby Union.

## Uniforme
A Escócia tem tradicionalmente utilizado as camisas azuis, com calções brancos e meias azuis. Entretanto, o atual uniforme fabricado pela marca de esporte Canterbury of New Zealand tem os calções na cor azul. O patrocinador da equipe é o The Famous Grouse, uma marca de uísque escocês cujo logo aparece na camisa e nos calções da seleção. Na França — onde o patrocínio de marcas alcoólicas são proibidos por lei — a marca é substituída pelas siglas "TFG".
Nas ocasiões em que a Escócia é a dona da casa, a equipe adversário geralmente utiliza cores escuras, a equipe usa o uniforme 2. Tradicionalmente o uniforme 2 escocês é composto por uma camisa branca e meias e calções azuis escuros.
Por um breve período, quando a Cotton Oxford era a patrocinadora, a camisa era de cor laranja com tiras azuis nas mangas. Este uniforme foi utilizado pela primeira vez num jogo contra os All Blacks da Nova Zelândia em 14 de novembro de 1998. O uniforme laranja só foi trocado dois anos depois, quando o azul tradicional escocês foi reposto.

## Campeonatos

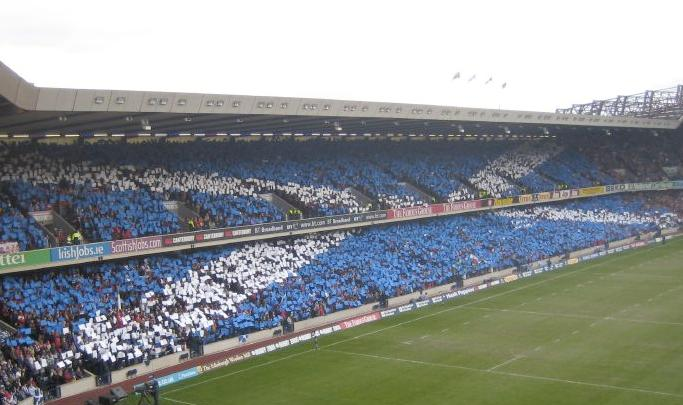
Jogo da Seleção Escocesa de Rugby Union em Edimburgo.

### Copa do Mundo
Na Copa do Mundo de Rugby Union, realizada desde 1987, a Escócia sempre alcançou as quartas-de-finais, a única vez que ultrapassou esta fase foi em 1991 quando perdeu a semi-final para a Nova Zelândia, os escoceses nunca ganharam dos all blacks.
| Resumo na Copa do mundo: = Vitória - Empate - Derrota |       |                            |                  |            |                |
| Ano                                                   | Lugar | 1 Turno                    | Quartas-de-final | Semifinais | Terceiro lugar |
| 1987                                                  | 6°    | 20-20; 60-21; 55-28        | 3-30             |            |                |
| 1991                                                  | 4°    | 47-9; 51-2; 24-15          | 28-6             | 6-9        | 6-13           |
| 1995                                                  | 6°    | 89-0; 41-5; 19-22          | 30-48            |            |                |
| 1999                                                  | 6°    | 29-46; 43-12; 48-0; 35-20  | 18-30            |            |                |
| 2003                                                  | 8°    | 32-11; 39-15; 9-51; 22-20  | 16-33            |            |                |
| 2007                                                  | 8°    | 56-10; 42-0; 0-40; 18-16   | 13-19            |            |                |
| 2011                                                  | 9°    | 34-24; 15-6; 12-13; 12-16  |                  |            |                |
| 2015                                                  | 8°    | 45–10; 39–16; 34–16; 36-33 | 35-34            |            |                |

### Seis Nações
Ao total, a Escócia é dona de 14 títulos da Copa das Seis Nações (evento anual que reúne as seleções da Inglaterra, País de Gales, Irlanda, Itália, bem como a da Escócia).

Resumo da participação Seleção Escocesa no Seis Nações
| Anno | Lugar | Vit. | Emp. | Der. | Pontos a favor | Pontos contra | Pontos +/- | Pontos |
| ---- | ----- | ---- | ---- | ---- | -------------- | ------------- | ---------- | ------ |
| 2000 | 5°    | 1    | 0    | 4    | 95             | 145           | −50        | 2      |
| 2001 | 3°    | 2    | 1    | 2    | 92             | 116           | −24        | 5      |
| 2002 | 4°    | 2    | 0    | 3    | 91             | 128           | −37        | 4      |
| 2003 | 4°    | 2    | 0    | 3    | 81             | 161           | -80        | 4      |
| 2004 | 6°    | 0    | 0    | 5    | 53             | 146           | -93        | 0      |
| 2005 | 5°    | 1    | 0    | 4    | 84             | 155           | -71        | 2      |
| 2006 | 3°    | 3    | 0    | 2    | 78             | 81            | −3         | 6      |
| 2007 | 6°    | 1    | 0    | 4    | 95             | 153           | −58        | 2      |
| 2008 | 5°    | 1    | 0    | 4    | 69             | 123           | −54        | 2      |
| 2009 | 5°    | 1    | 0    | 4    | 79             | 102           | −23        | 2      |
| 2010 | 5°    | 1    | 1    | 3    | 83             | 100           | −17        | 3      |
| 2011 | 5°    | 1    | 0    | 4    | 82             | 109           | -27        | 2      |
| 2012 | 6°    | 0    | 0    | 5    | 56             | 108           | -52        | 0      |

 Seis Nações Classificação Geral 
| Seleção       | Torneios disputados | Campeonatos vencidos | Vitórias compartilhadas | Tríplice Coroa | Grand Slams | Colher de pau |
| ------------- | ------------------- | -------------------- | ----------------------- | -------------- | ----------- | ------------- |
| Inglaterra    | 122                 | 28                   | 10                      | 25             | 13          | 25            |
| País de Gales | 124                 | 26                   | 11                      | 20             | 11          | 21            |
| Escócia       | 124                 | 15                   | 8                       | 10             | 3           | 33            |
| Irlanda       | 124                 | 14                   | 8                       | 11             | 3           | 36            |
| França        | 88                  | 17                   | 8                       | -              | 9           | 18            |
| Itália        | 19                  | 0                    | 0                       | -              | 0           | 13            |

NOTA: Atualizado após a edição de 2018